# Friedhof Itter (Düsseldorf)
Der Friedhof Itter ist ein Düsseldorfer Friedhof im Stadtteil Holthausen. Er entstand um 1800. Das Datum der ersten Beisetzung ist unbekannt, da die Unterlagen der katholischen Gemeinde während des Zweiten Weltkriegs verloren gingen. Seit 1919 verfügte der Friedhof neben einem katholischen auch über einen evangelischen Teil. 1929 wurde die konfessionelle Trennung aufgelöst. 1953 wurde erstmals eine kleine Kapelle errichtet. Ab 1954 wurde der Friedhof bis an den katholischen Friedhof der Gemeinde Itter heran erweitert, der später in den Friedhof integriert wurde. 1980/81 wurden eine neue Kapelle sowie ein neuer Betriebshof erbaut. Auf dem Friedhof finden die Bestattungen der Stadtteile Holthausen, Itter, Himmelgeist, Garath und Hellerhof statt.